# Walter Donaldson (Komponist)
Walter Donaldson (* 15. Februar 1893 in Brooklyn, New York; † 15. Juli 1947 in Santa Monica, Kalifornien) war ein US-amerikanischer Komponist des Great American Songbook. Er arbeitete mit Gus Kahn und Irving Berlin und schrieb Standards wie „Makin’ Whoopee“ und „My Baby Just Cares for Me“.

## Leben und Wirken
Der Sohn eines Klavierlehrers zeigte früh Talent für Komposition und schrieb Lieder für von Mitschülern verfasste Stücke. Nach der High School arbeitete er als Angestellter bei einem Wall-Street-Makler und fand dann Arbeit als Vertreter eines Musikverlags („Songplugger“).
Donaldsons erster Erfolg war der Titel „Back Home in Tennessee“, ein Top-Five-Hit des Prince’s Orchestra aus dem Jahr 1915. Zwischen 1916 und 1919 schrieb er mehrere Hits, darunter „The Daughter of Rosie O’Grady“, „You’re a Million Miles from Nowhere“, „I’ll be Happy When the Preacher Makes You Mine“, „How Ya Gonna Keep ’Em Down on the Farm?“ und „Don’t Cry, Frenchy“. Außerdem arbeitete er während des Ersten Weltkrieges als Pianist in der Truppenunterhaltung in US-Armeelagern; dabei lernte er im Camp Upton den jungen Irving Berlin kennen. Im Jahr 1919 trat er in Berlins Verlag Irving Berlin, Inc ein und schrieb Songs wie „My Mummy“ für den Sänger Al Jolson und das perfekt in die Nachkriegszeit passende, sentimentale Lied „My Buddy“ mit dem Text von Gus Kahn, außerdem Songs wie „My Little Bimbo Down on the Bamboo Isle“, „My Blue Heaven“. Für die Siegesparade, die Präsident Wilson in Paris empfangen sollte, schrieb er den humoristischen Song „How Ya Gonna Keep ’Em Down on the Farm After They’ve Seen Paree?“
In den 1920er Jahren arbeitete Donaldson als Komponist und Texter für verschiedene Broadway-Revuen. 1926 komponierte er die Musik für den Musical-Score von Sweetheart Time, 1929 folgte das Musical Whoopee! das Titel wie „Love Me, or Leave Me“ und „Makin’ Whoopie“ enthält, die später zu vielgespielten Jazz-Standards wurden.
Im Jahr 1928 trennte er sich von Berlin und gründete seinen eigenen Verlag: Donaldson, Douglas & Gumble, Inc, vor allem, um den großen Erfolg seiner Musical Comedy Whoopee! zu vermarkten, die er für Eddie Cantor geschrieben hatte. Walter Donaldson gab etwa 600 seiner Kompositionen selbst heraus.
1929 übersiedelte Donaldson nach Hollywood, wohin ihn der Produzent Samuel Goldwyn holte, um aus dem Musical Whoopee! eine Filmversion herzustellen, die dann als einer der ersten Filme in Technicolor gedreht wurde. Des Weiteren komponierte und arrangierte er in Hollywood Musik für Filme wie Glorifying the American Girl, The Great Ziegfeld, Panama Hattie, Follow the Boys und Nevada.
Mit Textdichtern wie Paul Ash, Edgar Leslie, Sam Lewis, Joe Young, Gus Kahn, Cliff Friend, Harold Adamson und Johnny Mercer schrieb Donaldson in dieser Zeit eine Reihe von Songs, die inzwischen zum klassischen Bestand des Great American Songbooks gehören. Nach dem Tod von Gus Kahn 1941 arbeitete Donaldson mehr mit der jüngeren Generation wie Johnny Mercer, Mort Greene und anderen zusammen. Bis zu seiner Erkrankung 1945 arbeitete er auch in der Truppenbetreuung der USO.
Walter Donaldson & Gus Kahn waren eines der bekanntesten Songwriter-Teams der 1920er und 1930er am Broadway, beide wurden in die Songwriters Hall of Fame aufgenommen.
In dem Spielfilm In all meinen Träumen bist Du aus dem Jahr 1951 wird Donaldson von Frank Lovejoy gespielt.

## Werke
Seine größten Hits waren:
- „Little White Lies“
- „Love Me, or Leave Me“
- „Makin’ Whoopee“
- „My Baby Just Cares For Me“ (1957 von Frankie Lymon und 1958 von Nina Simone aufgenommen, 1987 Platz 5 der britischen Charts)
- „My Blue Heaven“ (1957 von Fats Domino aufgenommen)
- „My Buddy“
- „My Mammy“ (ein Riesenhit von Al Jolson und sein Erkennungslied)
- „Yes Sir, That’s My Baby“
- „You’re Driving Me Crazy“

## Filmografie (Auswahl)
- 1930: Whoopee!